# Oleśnica (dopływ Widawy)
Oleśnica (Oleśniczanka, niem. Oelsbach) – rzeka, prawy, najdłuższy dopływ Widawy o długości 43,71 km.
Płynie w województwie dolnośląskim w powiatach oleśnickim i wrocławskim. Jej źródła znajdują się na Wzgórzach Sycowskich koło Twardogóry. Przepływa przez miasto Oleśnicę oraz miejscowości: Sokołowice, Smardzów, Raków, Brzezia Łąka. Do Widawy wpada na zachód od miejscowości Brzezia Łąka. Jednym z dopływów rzeki jest Potok Boguszycki.